# Into the Night (Fernsehserie)
Into the Night ist eine belgische postapokalyptische Science-Fiction-Fernsehserie, die auf dem 2015 erschienenen Roman Starość aksolotla von Jacek Dukaj basiert. Die erste Staffel wurde am 1. Mai 2020 beim Video-on-Demand-Anbieter Netflix veröffentlicht. Die Serie ist die erste belgische Netflix-Eigenproduktion. Im Juli 2020 wurde die Serie um eine zweite Staffel verlängert, die am 8. September 2021 erschien.

## Handlung

### Staffel 1
Die Serie handelt von Passagieren eines Fluges von Brüssel nach Moskau. Das Flugzeug wird von einem italienischen Soldaten entführt, der der Crew versichert, dass die Sonne den Tod bedeutet. Während er am Anfang noch auf Gegenwehr stößt, ändert sich im Laufe der Zeit, in der er immer mehr Details erzählt, die Meinung der Passagiere. Die Besatzung fliegt Richtung Westen, um der Sonne zu entkommen.
Am Ende der ersten Staffel treffen sie in einem Bunker auf eine Handvoll Soldaten, die sich auf die nahende Apokalypse mit Essen, Trinken und Treibstoff für die Stromgeneratoren vorbereitet haben.

### Staffel 2
Zu Beginn erzählt Dominik, dass sie bereits 9 Tage im Bunker verbringen. Durch einen Zufall werden Dominik und seine Mutter Zara in einen Raum eingesperrt, in welchem die Klima- und Lüftungsanlage steht. Damit sie nicht durch die giftigen Abgase ersticken, müssen sie den Generator ausstellen. Das hat allerdings zur Folge, dass sich der gesamte Bunker mit der Zeit erwärmt. Trotz der Versuche, die Türe, die gegen atomare Angriffe geschützt ist, aufzubrechen und nach anderen Auswegen zu suchen, schafft es die Gruppe nicht, Zara und Dominik zu befreien. Schließlich schaltet Zara die Lüftung wieder an, wodurch sowohl sie, als auch ihr Sohn Dominik, ersticken. Während eine Gruppe nach Norwegen fliegt, um Saatgut aus einem großen Lager zum Bunker zu bringen, entdecken die anderen Soldaten eine Aufzeichnung einer Überwachungskamera, auf der zu sehen ist, wie Sylvie Terenzio mit Handschellen fixiert, und er so der Sonne ausgesetzt ist. Die Soldaten fordern eine Strafe für Sylvie. Der Botschafter Gerardo kann aushandeln, dass es einen fairen Prozess geben wird. Allerdings erst, wenn die anderen aus Norwegen zurück sind. Solange wird die Gruppe in einen Raum eingesperrt. Nach längerer Zeit werden Rik und Horst von dem Soldaten Felipe gezwungen, sich zur Unterhaltung zu schlagen. Anstatt gegeneinander zu kämpfen, schlägt Horst diesem Soldaten ins Gesicht, der ihn daraufhin als Bestrafung verprügelt.
In Norwegen trifft die Truppe auf Gia, die an psychischen Störungen leidende Leiterin des Saatgut-Bunkers. Während sie das Saatgut in das Flugzeug schleppen, schafft es die im Cockpit gefesselte Gia sich zu befreien und kann sich dort einschließen. Dort drin beschädigt sie die Elektronik so sehr, dass das Flugzeug manövrierunfähig ist. Trotz der Versuche, die Türe aufzubrechen, schaffen sie es nicht, ins Cockpit zu gelangen. Aufgrund des nahenden Sonnenaufgangs müssen sie zurück zum Saatgut-Bunker. Am nächsten Tag kommen sie zurück zum Flugzeug, stellen fest, dass die Sonne Gia getötet hat und begutachten erstmals die Schäden im Cockpit. Unterdessen wird Sylvie von den anderen getrennt und in eine eigene Zelle gesteckt. Ihren geplanten Fluchtversuch erzählt Rik jedoch den Soldaten, sodass sie nicht nur Sylvie, sondern als Strafe auch die anderen töten wollen. Währenddessen kommen 3 russische Soldaten zum Bunker, in der Annahme, dass die NATO-Soldaten ihr Flugzeug beschossen hätten, was sich später jedoch als Irrtum herausstellen wird. Als sie auf die NATO-Soldaten treffen, wird der Botschafter Gerardo von ihnen erschossen. Nach anfänglichen Vorwürfen schaffen es beide Parteien, die Lage zu erkennen. Die Gruppe, angeführt von Sylvie, schafft währenddessen heimlich die Flucht aus dem Bunker. Mit einem Jeep fahren sie zum Helikopter der Russen. Dort angekommen steigen alle außer Rik ein und fliegen davon. Sowohl die russischen als auch die NATO-Soldaten bemerken die Flucht und fahnden nach den Flüchtigen. In der Luft erkennen sie den Helikopter und wollen ihn abschießen. In dem Moment rammt Rik mit einem vollen Tanklaster den Jeep und es kommt zu einer Explosion.
In der vorletzten Szene bedroht Ayaz den deutschen Soldaten mit einer Pistole, da dieser in einem Brief an Ines gestanden hat, dass er die Türe zum Maschinenraum, in dem Dominik und Zara erstickt sind, absichtlich zugezogen hatte. Noch bevor er den Abzug betätigen kann, betritt ein für die beiden Unbekannter (es handelt sich um den Hauptcharakter Arman aus der Spin-off-Serie Yakamoz S-245) die Szene, der Ayaz erklärt, dass er Forscher sei, und ihn auffordert, die Waffe niederzulegen. Diesen Augenblick nutzte der Schwede zur Flucht. Ayaz setzt aus Wut zum Schuss auf den Forscher an, dessen Überleben offen bleibt. Zum Schluss finden zwei Soldaten vor dem Bunker heraus, dass Ratten unter Salz vor den Sonnenstrahlen geschützt sind.

## Besetzung und Synchronisation
Die Synchronisation der Serie findet bei der VSI Synchron Berlin nach Dialogbüchern und unter der Dialogregie von Andreas Pollak statt.
| Rollenname | Schauspieler      | Hauptrolle | Synchronsprecher   |
| ---------- | ----------------- | ---------- | ------------------ |
| Sylvie     | Pauline Étienne   | 1.01–      | Cathlen Gawlich    |
| Mathieu    | Laurent Capelluto | 1.01–      | Gerrit Hamann      |
| Terenzio   | Stefano Cassetti  | 1.01–1.06  | Roberto Guerra     |
| Ines       | Alba Gaïa Bellugi | 1.01–      | Leonie Dubuc       |
| Gabrielle  | Astrid Whettnall  | 1.01–1.05  | Sabine Falkenberg  |
| Laura      | Babetida Sadjo    | 1.01–      | Cornelia Waibel    |
| Rik        | Jan Bijvoet       | 1.01–2.06  | Richard Gonlag     |
| Jakub      | Ksawery Szlenkier | 1.01–      | Jaron Löwenberg    |
| Ayaz       | Mehmet Kurtuluş   | 1.01–      | Mehmet Kurtuluş    |
| Osman      | Nabil Mallat      | 1.01–      | Karim Chamlali     |
| Zara       | Regina Bikkinina  | 1.01–2.02  | Katharina Spiering |
| Horst      | Vincent Londez    | 1.01–      | Steven Merting     |
| Dominik    | Nicolas Alechine  | 1.01–2.02  | Jaron Müller       |

## Episodenliste

### Staffel 1
| Nr. (ges.) | Nr. (St.) | Deutscher Titel | Originaltitel | Erstveröffentlichung USA | Deutschsprachige Erstveröffentlichung (D/A/CH) | Regie                      | Drehbuch     |
| ---------- | --------- | --------------- | ------------- | ------------------------ | ---------------------------------------------- | -------------------------- | ------------ |
| 1          | 1         | Sylvie          | Sylvie        | 1. Mai 2020              | 1. Mai 2020                                    | Inti Calfat & Dirk Verheye | Jason George |
| 2          | 2         | Jakub           | Jakub         | 1. Mai 2020              | 1. Mai 2020                                    | Inti Calfat & Dirk Verheye | Jason George |
| 3          | 3         | Mathieu         | Mathieu       | 1. Mai 2020              | 1. Mai 2020                                    | Inti Calfat & Dirk Verheye | Jason George |
| 4          | 4         | Ayaz            | Ayaz          | 1. Mai 2020              | 1. Mai 2020                                    | Inti Calfat & Dirk Verheye | Jason George |
| 5          | 5         | Rik             | Rik           | 1. Mai 2020              | 1. Mai 2020                                    | Inti Calfat & Dirk Verheye | Jason George |
| 6          | 6         | Terenzio        | Terenzio      | 1. Mai 2020              | 1. Mai 2020                                    | Inti Calfat & Dirk Verheye | Jason George |

### Staffel 2
| Nr. (ges.) | Nr. (St.) | Deutscher Titel | Originaltitel | Erstveröffentlichung USA | Deutschsprachige Erstveröffentlichung (D/A/CH) | Regie             | Drehbuch     |
| ---------- | --------- | --------------- | ------------- | ------------------------ | ---------------------------------------------- | ----------------- | ------------ |
| 7          | 1         | Zara            | Zara          | 8. Sep. 2021             | 8. Sep. 2021                                   | Nabil Ben Yadir   | Jason George |
| 8          | 2         | Laura           | Laura         | 8. Sep. 2021             | 8. Sep. 2021                                   | Nabil Ben Yadir   | Jason George |
| 9          | 3         | Ines            | Ines          | 8. Sep. 2021             | 8. Sep. 2021                                   | Camille Delamarre | Jason George |
| 10         | 4         | Gia             | Gia           | 8. Sep. 2021             | 8. Sep. 2021                                   | Nabil Ben Yadir   | Jason George |
| 11         | 5         | Théa            | Théa          | 8. Sep. 2021             | 8. Sep. 2021                                   | Camille Delamarre | Jason George |
| 12         | 6         | Asil            | Asil          | 8. Sep. 2021             | 8. Sep. 2021                                   | Camille Delamarre | Jason George |

## Spin-off
Mit der türkischen Serie Yakamoz S-245 veröffentlichte Netflix am 20. April 2022 ein Spin-off zu Into the Night. Es handelt von einem türkischen Militär-U-Boot, dessen Crew und von dieser aufgenommene Meeresbiologen sich unter Wasser im U-Boot vor der Sonne schützen. Am Ende der ersten Staffel von Yakamoz S-245 und in der letzten Szene der zweiten Staffel von Into the Night treffen Charaktere der beiden Serien im norwegischen Saatgut-Bunker aufeinander.